# Juan Carlos Garay (periodista)
Juan Carlos Garay Acevedo  (Lima, 1974) es un periodista cultural, escritor y traductor. Toda su obra gira alrededor del tema de la música, que aborda desde la investigación pero también desde la ficción. Como periodista ha desarrollado una labor de difusión musical a través de distintas emisoras de radio como Javeriana Estéreo en la década de los 90 y Radio Nacional de Colombia  en los últimos años. Fue ganador del Premio Nacional de Periodismo Simón Bolívar en 2008 por una crónica sobre la salsa en Bogotá. 

## Biografía
Juan Carlos Garay nació en Lima, de padres colombianos, y vivió allí hasta los 4 años de edad. Entre 1991 y 1996 cursó estudios de posgrado en Comunicación Social y Periodismo en la Universidad Javeriana de Bogotá. Allí se despertó su pasión por la radio: trabajó en la emisora de la universidad, primero como libretista y luego como realizador integral (libretista y locutor) de espacios de rock, jazz y blues. Esos trabajos en la radio lo hicieron entrar en contacto con enormes colecciones de discos, experiencia que marcó las ideas iniciales de la que sería su primera novela, “La nostalgia del melómano”.

A finales de 1996 viajó a Washington para hacer estudios de posgrado en periodismo cultural. Allí trabajó en la emisora La Voz de América  como traductor de noticias y libretista de programas de jazz. También fue corresponsal para el Magazín Dominical del diario colombiano El Espectador. Una depresión lo llevó a encontrarse con la música como medio de sanación, desarrollando un favoritismo por la Sonata para violonchelo y piano Opus 69  de Beethoven, que después aparecería plasmada en su primer libro. 
“Para mí, la Sonata para violonchelo y piano No. 3 de Beethoven siempre será el invierno de 1997 y algo parecido a la melancolía de la que habla Robert Burton, que hoy se llama depresión y se trata con drogas. No las necesité. Esa sonata fue mi antidepresivo.”
Como periodista, inició desde 1999 la publicación de una columna frecuente sobre música en revista Semana. Casi todas sus columnas se centraron en reseñar la escena colombiana. Uno de los modelos para su escritura periodística fue el musicólogo Otto De Greiff, cuyos textos publicados entre 1950 y 1995 fueron leídos por Garay como parte de una investigación exhaustiva. 

En 2005 apareció publicada “La nostalgia del melómano”, de la que llegaron a imprimirse dos ediciones. El cantante de salsa Cheo Feliciano  (quien aparece mencionado varias veces en la novela) dijo: 
“Quiero agradecer a Garay por dedicarme su tiempo y su talento para incluirme dentro de su obra”. 
El periodista cultural Bernardo Hoyos comentó, a propósito de esta novela, que Garay era “un melómano universal”.

En 2011, tras no poder llegar a un acuerdo con la editorial Alfaguara, publicó su segunda novela con la casa editorial independiente Icono. “La canción de la luna” es una obra más experimental, en la que además de la música (especialmente el blues) el autor aborda otras de sus obsesiones, como la astronomía y las religiones orientales. Tal vez por ese carácter excéntrico, este segundo libro no fue tan bien recibido por la crítica. El ensayista Julio Mario Alvear escribió que 
“la historia atrae en cuanto a la arquitectura de su composición… pero se excede en cierto lirismo”.
En 2016 apareció publicada “Balsa de Fuego”, su tercera novela. La historia se centra en la carrera musical de una banda ficticia, llamada Balsa de Fuego, que está medianamente inspirada en una legendaria banda colombiana de los años 70 llamada La columna de Fuego. Según Garay:
“Es un homenaje a la labor del músico y a la dificultad de vivir de la música. Lo hice mostrando un proceso natural: los grupos se juntan, ensayan hasta encontrar su sonido, graban, tienen éxito, alcanzan fama y reconocimiento, pero finalmente se disuelven”

## Obras
Novelas
- La nostalgia del melómano. Alfaguara, 2005
- La canción de la luna. Icono, 2011
- Balsa de Fuego. Alfaguara, 2016
- Borealis. Alfaguara, 2022

Investigación Periodística
- Jazz en Bogotá (junto con otros tres autores) Instituto Distrital de Patrimonio Cultural,[6] 2010.